# Coral Bay (Amerikaanse Maagdeneilanden)
Coral Bay is een dorp op het eiland Saint John in de Amerikaanse Maagdeneilanden. Het bevindt zich in het oosten van het eiland op ongeveer 9 km van de hoofdplaats Cruz Bay. Het is in 1718 gesticht door Deense kolonisten als eerste nederzetting op het eiland.

## Overzicht
Het eiland Saint John werd zowel door de Deense West-Indische en Guineese Compagnie geclaimd alsook door het Verenigd Koninkrijk. In 1718 werd door 20 Deense planters de nederzetting Coral Bay gesticht. Carolina Estate was de eerste plantage op het eiland.
Op de heuvel bij de landtong werd het Fort Frederiksværn (de huidige naam is Fortsberg) aangelegd om de baai te verdedigen. Hamilton, de gouverneur van de Britse Maagdeneilanden, stuurde een oorlogsschip naar Saint Thomas en eiste de teruggave van het eiland, maar de Britse regering weigerde militaire steun te verlenen.
Er werden slaven uit Afrika gehaald om op de plantages te werken. In 1733 begon een slavenopstand geleid door de slaven van het Akwamu-volk. Een kleine groep slaven was met messen verstopt in takkenbossen Fortsberg binnengegaan, en had het fort veroverd. De opstand duurde zeven maanden, en kostte het leven aan een kwart van de bevolking. Na de opstand werd Fortsberg versterkt, maar in 1764 werd bij Cruz Bay een nieuw fort en nederzetting gebouwd. Cruz Bay zou uitgroeien tot de hoofdplaats van het eiland.
In 1848 werd de slavernij afgeschaft en raakten de plantages in verval. Tussen 1850 en 1870 vertrok bijna de helft van de bevolking van het eiland Saint John, en begon de economie voornamelijk te bestaan uit zelfvoorzieningslandbouw en visserij. In 1917 werd Saint John verkocht aan de Verenigde Staten. In de tweede helft van de 20e eeuw begon Saint John zich te ontwikkelen als een toeristisch eiland, maar Coral Bay heeft zijn dorpskarakter behouden.

## Emmaüskerk
In 1732 arriveerde de Evangelische Broedergemeente in Deens-West-Indië en mocht evangelisatie onder de slaven uitvoeren. In 1750 werd een pastorie in Coral Bay gebouwd, en in 1784 werd de Emmaüskerk gebouwd. Het karakteristieke roze dak is in 2017 door orkaan Irma verwoest en is anno 2022 nog niet hersteld, maar elke zondag wordt een dienst verzorgd.

## Annaberg

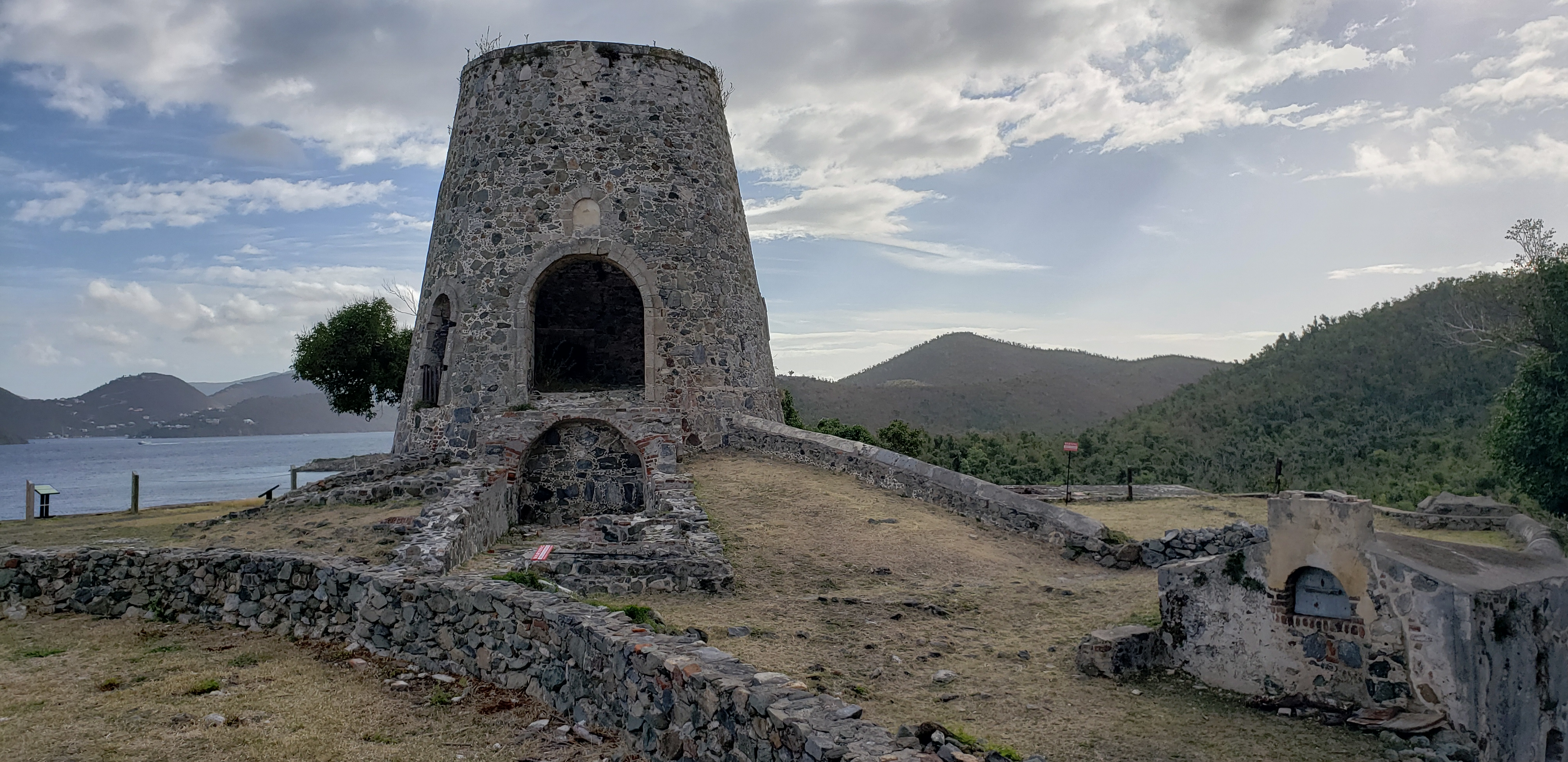
Suikermolen op Annaberg

Annaberg is een voormalige plantage ten noorden van Coral Bay. De plantage was in de jaren 1720 eigendom van Frederik Moth, de eerste gouverneur van Saint Croix. In 1780 was het een van de grotere suikerrietplantages en had een oppervlakte van 210 hectare. Tussen 1810 en 1830 werd een suikermolen gebouwd op het terrein die bij gebrek aan wind ook op paardenkracht kon functioneren. Het sap van het riet werd met een aquaduct naar de ketels geleid. Een gedeelte van de suiker werd gebruikt voor de productie van rum. De meeste gebouwen zijn ruïnes, maar het terrein is gerestaureerd door de National Park Service. Op Annaberg bevinden zich ook de restanten van 16 slavenverblijven.

## Galerij

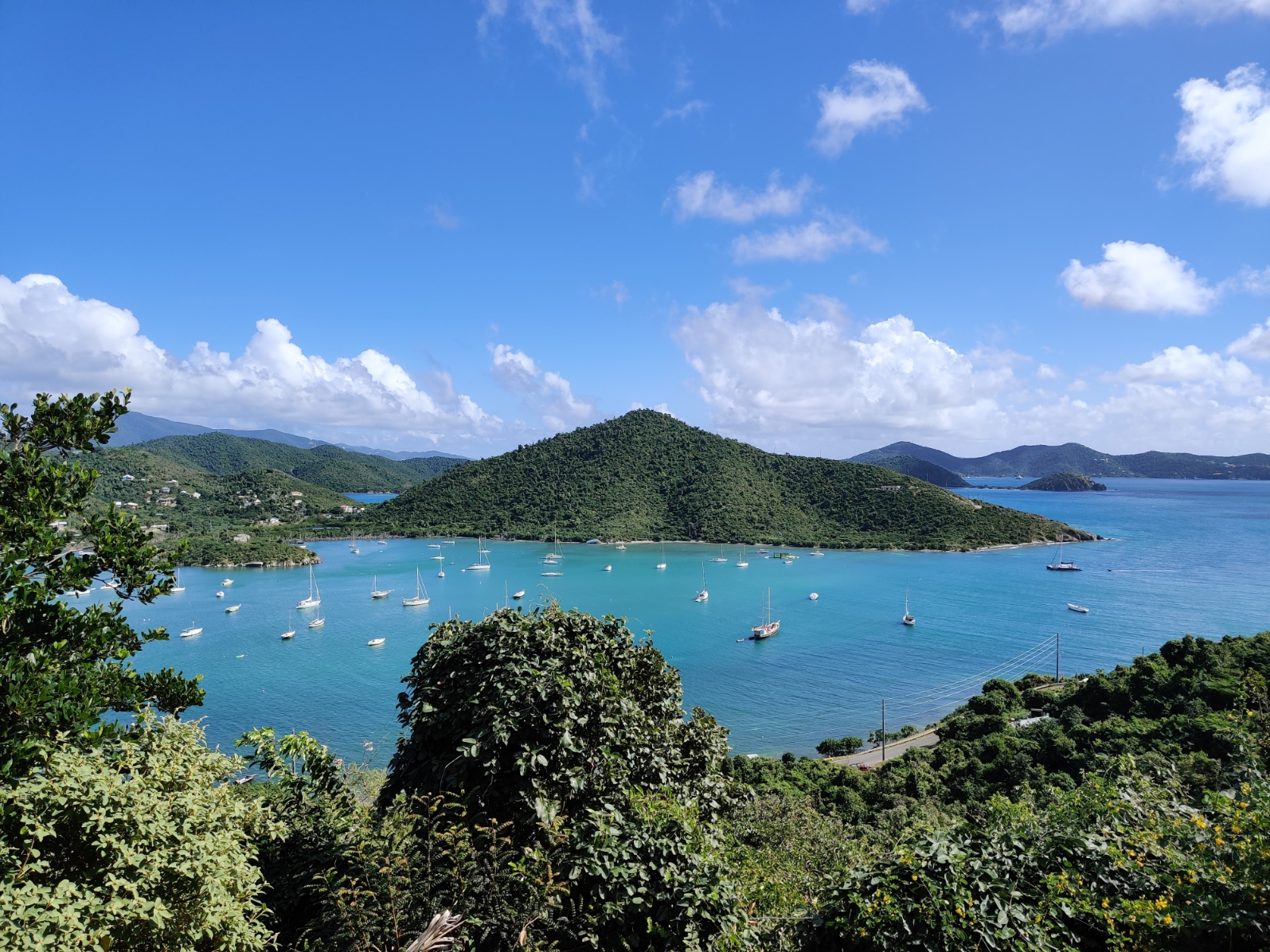
Fortsberg
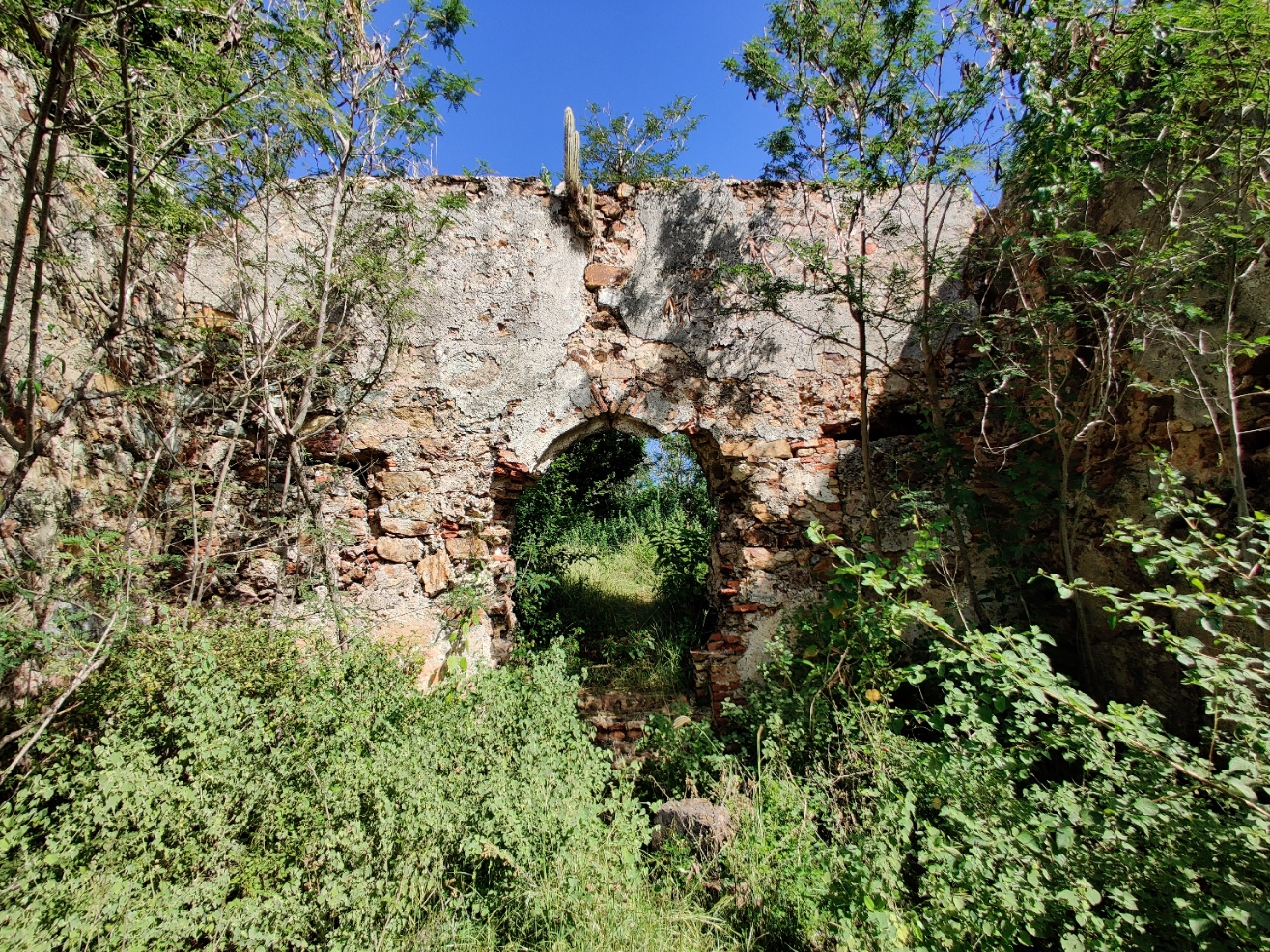
Toegang tot het fort
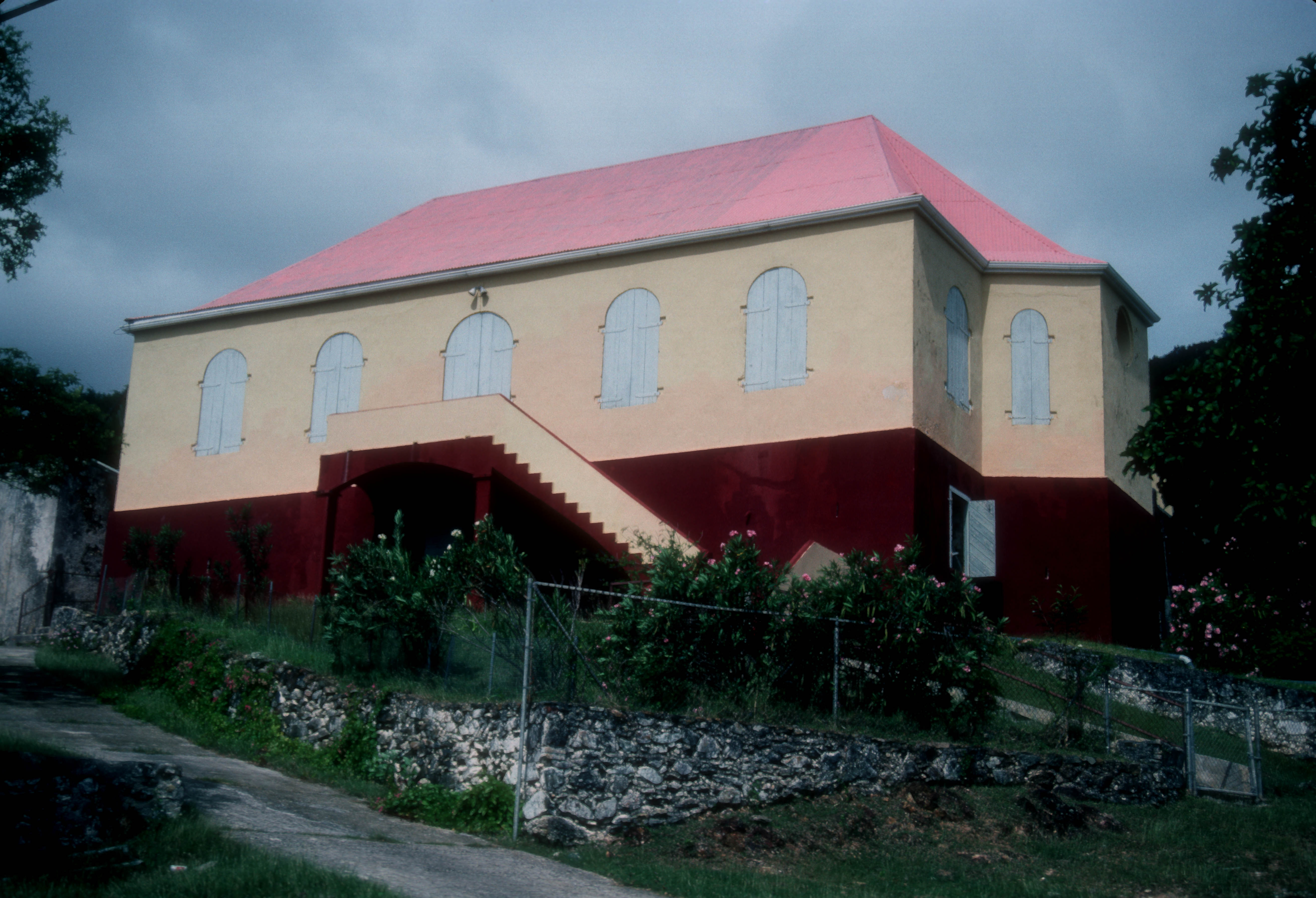
De Emmaüskerk van de Evangelische Broedergemeente